# Campeonato mundial A de hockey patines masculino de 1999
El XXXIV Campeonato mundial de hockey sobre patines masculino se celebró en Reus, España, entre el 29 de junio y el 12 de junio de 1999. 
En el torneo participaron las selecciones de hockey de 12 países, repartidas en la primera ronda en 2 grupos.
La final del campeonato fue disputada por las selecciones de España y Argentina. El partido concluyó con el resultado de un gol a cero a favor de Argentina (mismo resultado al descanso), el gol fue marcado por Gaby Cairo. 
La medalla de Bronce fue para la selección de Portugal

## Equipos participantes
12 selecciones nacionales participaron del torneo, de los cuales 6 equipos eran de Europa, 4 eran de América y 2 de África.

## Primera fase
| Grupo A        | Grupo B    |
| Alemania       | Angola     |
| Brasil         | Argentina  |
| España         | Chile      |
| Estados Unidos | Mozambique |
| Francia        | Portugal   |
| Italia         | Suiza      |

### Grupo A
| Equipo         | Pts | PJ | PG | PE | PP | GF | GC | Dif |
| -------------- | --- | -- | -- | -- | -- | -- | -- | --- |
| España         | 10  | 5  | 5  | 0  | 0  | 47 | 1  | +46 |
| Italia         | 8   | 5  | 4  | 0  | 1  | 22 | 9  | +13 |
| Brasil         | 5   | 5  | 2  | 1  | 2  | 17 | 29 | -12 |
| Francia        | 4   | 5  | 2  | 0  | 3  | 11 | 18 | -7  |
| Alemania       | 2   | 5  | 1  | 0  | 4  | 14 | 30 | -16 |
| Estados Unidos | 1   | 5  | 0  | 1  | 4  | 14 | 38 | -24 |

| Brasil         | 5:3  | Alemania |
| Italia         | 4:0  | Francia  |
| Estados Unidos | 0:13 | España   |
| Estados Unidos | 1:7  | Alemania |
| España         | 5:1  | Francia  |
| Italia         | 6:1  | Brasil   |
| España         | 15:0 | Alemania |
| Estados Unidos | 4:8  | Italia   |
| Brasil         | 4:2  | Francia  |
| Francia        | 5:3  | Alemania |
| Italia         | 0:3  | España   |
| Estados Unidos | 7:7  | Brasil   |
| Italia         | 4:1  | Alemania |
| Estados Unidos | 2:3  | Francia  |
| España         | 11:0 | Brasil   |

### Grupo B
| Equipo     | Pts | PJ | PG | PE | PP | GF | GC | Dif |
| ---------- | --- | -- | -- | -- | -- | -- | -- | --- |
| Argentina  | 9   | 5  | 4  | 1  | 0  | 31 | 5  | +26 |
| Portugal   | 9   | 5  | 4  | 1  | 0  | 32 | 6  | +26 |
| Suiza      | 6   | 5  | 3  | 0  | 2  | 11 | 8  | +3  |
| Angola     | 4   | 5  | 2  | 0  | 3  | 6  | 21 | -15 |
| Mozambique | 2   | 5  | 1  | 0  | 4  | 8  | 35 | -27 |
| Chile      | 0   | 5  | 0  | 0  | 5  | 10 | 23 | -13 |

| Chile      | 2:5  | Argentina  |
| Mozambique | 1:3  | Suiza      |
| Portugal   | 3:0  | Angola     |
| Mozambique | 1:10 | Argentina  |
| Portugal   | 2:1  | Suiza      |
| Angola     | 3:2  | Chile      |
| Suiza      | 0:3  | Argentina  |
| Mozambique | 0:1  | Angola     |
| Portugal   | 8:2  | Chile      |
| Portugal   | 1:1  | Argentina  |
| Angola     | 1:4  | Suiza      |
| Mozambique | 4:3  | Chile      |
| Angola     | 1:12 | Argentina  |
| Chile      | 1:3  | Suiza      |
| Portugal   | 18:2 | Mozambique |

## Fase final

### Puestos del 1 al 8
|  | Cuartos de final    | Cuartos de final    |                     |        | Semifinales  | Semifinales  |  |  | Final               | Final |
|  |                     |                     |                     |        |              |              |  |  |                     |       |
|  | 10 de junio de 1999 |                     |                     |        |              |              |  |  |                     |       |
|  |                     |                     |                     |        |              |              |  |  |                     |       |
|  | España              | 6                   |                     |        |              |              |  |  |                     |       |
|  | España              | 6                   | 11 de junio de 1999 |        |              |              |  |  |                     |       |
|  | Angola              | 1                   |                     |        |              |              |  |  |                     |       |
|  | Angola              | 1                   | España              | 4(7)   |              |              |  |  |                     |       |
|  | 10 de junio de 1999 |                     | España              | 4(7)   |              |              |  |  |                     |       |
|  |                     | Portugal            | 4(6)                |        |              |              |  |  |                     |       |
|  | Portugal            | Portugal            | 4(6)                | 8      |              |              |  |  |                     |       |
|  | Portugal            |                     | 12 de junio de 1999 | 8      |              |              |  |  |                     |       |
|  | Brasil              | 2                   |                     |        |              |              |  |  |                     |       |
|  | Brasil              | 2                   | España              | 0      |              |              |  |  |                     |       |
|  | 10 de junio de 1999 |                     | España              | 0      |              |              |  |  |                     |       |
|  |                     | Argentina           | 1                   |        |              |              |  |  |                     |       |
|  | Argentina           | Argentina           | 1                   | 10     |              |              |  |  |                     |       |
|  | Argentina           | 11 de junio de 1999 |                     | 10     |              |              |  |  |                     |       |
|  | Francia             | 0                   |                     |        |              |              |  |  |                     |       |
|  | Francia             | 0                   | Argentina           | 2(4)   | Tercer lugar | Tercer lugar |  |  |                     |       |
|  | 10 de junio de 1999 |                     | Argentina           | 2(4)   |              |              |  |  |                     |       |
|  |                     | Italia              | 2(2)                |        |              |              |  |  |                     |       |
|  | Italia              | Italia              | 2(2)                | 4      | Portugal     | 5            |  |  |                     |       |
|  | Italia              |                     |                     | 4      | Portugal     | 5            |  |  |                     |       |
|  | Suiza               | 0                   |                     | Italia | 4            |              |  |  |                     |       |
|  | Suiza               | 0                   |                     |        | 4            |              |  |  |                     |       |
|  |                     |                     |                     |        |              |              |  |  | 12 de junio de 1999 |       |
|  |                     |                     |                     |        |              |              |  |  |                     |       |

|  | Eliminatoria del 5º al 8º | Eliminatoria del 5º al 8º |   |                     | 5º y 6º Puesto      | 5º y 6º Puesto |  |
|  |                           |                           |   |                     |                     |                |  |
|  |                           |                           |   |                     |                     |                |  |
|  | 11 de junio de 1999       |                           |   |                     |                     |                |  |
|  | Angola                    | 3                         |   |                     |                     |                |  |
|  | Brasil                    | 6                         |   |                     |                     |                |  |
|  |                           |                           |   |                     |                     |                |  |
|  |                           |                           |   |                     | 12 de junio de 1999 |                |  |
|  |                           |                           |   |                     | Brasil              | 2              |  |
|  |                           | Francia                   | 1 |                     |                     |                |  |
|  |                           |                           |   |                     |                     |                |  |
|  |                           |                           |   |                     |                     |                |  |
|  |                           |                           |   |                     | 7º y 8º Puesto      |                |  |
|  | 11 de junio de 1999       | 11 de junio de 1999       |   | 12 de junio de 1999 | 12 de junio de 1999 |                |  |
|  | Francia                   | 1(2)                      |   | Angola              | 5(5)                |                |  |
|  | Suiza                     | 1(1)                      |   |                     | Suiza               | 5(6)           |  |

### Puestos del 9 al 12
| Equipo         | Pts | PJ | PG | PE | PP | GF | GC | Dif |
| -------------- | --- | -- | -- | -- | -- | -- | -- | --- |
| Chile          | 5   | 3  | 2  | 1  | 0  | 15 | 7  | +8  |
| Mozambique     | 5   | 3  | 2  | 1  | 0  | 12 | 6  | +6  |
| Alemania       | 2   | 3  | 1  | 0  | 2  | 13 | 12 | +1  |
| Estados Unidos | 0   | 3  | 0  | 0  | 3  | 7  | 22 | -15 |

| Estados Unidos | 2:6 | Mozambique |
| Alemania       | 3:5 | Chile      |
| Chile          | 2:2 | Mozambique |
| Estados Unidos | 3:8 | Alemania   |
| Alemania       | 2:4 | Mozambique |
| Estados Unidos | 2:8 | Chile      |

## Estadísticas

### Clasisficación general
| 1. Argentina       |
| 2. España          |
| 3. Portugal        |
| 4. Italia          |
| 5. Brasil          |
| 6. Francia         |
| 7. Suiza           |
| 8. Angola          |
| 9. Chile           |
| 10. Mozambique     |
| 11. Alemania       |
| 12. Estados Unidos |

## Premios individuales

### Mayor goleador
- Pedro Alves